# Ленінка (Абатський район)
Ле́нінка (рос. Ленинка) — селище у складі Абатського району Тюменської області, Росія.
Населення — 813 осіб (2010, 1000 у 2002).
Національний склад станом на 2002 рік:
- росіяни — 81 %